# Одар Меантей
Одар Меантей (на кхмерски: ឧត្ដរមានជ័យ) (алтернативно изписване: Оддар Меантей) е една от двайсетте провинции в Камбоджа. На север изцяло граничи с Тайланд, на юг с провинция Сием Реап, на запад с Бантеай Меантей, а на изток с провинция Преах Вихеа.

## Административно деление
Провинция Одар Меантей се състои от един самостоятелен град-административен център Самраонг и от 5 окръга, които от своя страна се делят на 24 комуни, в които влизат общо 227 села.
| ISO код | Окръг (на кхмерски) | Окръг           |
| ------- | ------------------- | --------------- |
| 2201    | អន្លង់វែង              | Анлонг Венг     |
| 2202    | បន្ទាយអំពិល             | Бантеай Ампил   |
| 2203    | ចុងកាល                | Тонг Кал        |
| 2204    | សំរោង                 | Самраонг        |
| 2205    | ត្រពាំងប្រាសាទ            | Трапеанг Прасат |